# Джами
Нуридди́н Абдуррахма́н ибн Ахма́д Джами́ (перс. نورالدّین عبد الرّحمن بن احمد بن محمد جامی‎‎, также известный как Мавлана́ Ну́р ад-Ди́н 'А́бд аль-Рахма́н Муха́ммад Дашти́, или просто как Джами́; 7 ноября 1414, Торбете-Джам, Хорасан-Резави — 9 ноября 1492, Герат) — персидский поэт-мистик, суфийский шейх, теолог, философ, теоретик музыки. Прежде всего он был выдающимся поэтом-богословом школы Ибн Араби и Хваджагани Суфи, известным своим красноречием и анализом метафизики милосердия. Джами считается завершителем классического периода поэзии на персидском языке.

## Очерк биографии и творчества
Джами родился в местечке Торбете-Джам в таджикской семье влиятельного духовного лица. Его отец Низам ад-Дин Ахмад бин Шамс ад-Дин Мухаммад был родом из маленького городка Дашт в окрестностях Исфахана. Джами был суннитом. Получил образование в Герате и Самарканде.
Джами оказавшись при дворе тимурида Абу Саида, посвятил ему свой первый поэтический сборник — диван, написанный в 1463 году. Религиозным советником и духовным наставником Абу Саида был накшбандийский шейх Ходжа Убайдулла Ахрар. Он и Джами поддерживали тесные и взаимовыгодные отношения в течение 30 лет. Позже, Джами выступал в качестве полуофициального представителя Ходжа Ахрара в Герате. Под влиянием встречи с Ходжой Ахраром Джами написал свое первое крупное поэтическое произведение, первую книгу «Силсилат аль-захаб» («Золотая цепь»).
Джами в своей поэме «Золотая цепь» подчеркивал, что считает шиитский толк заслуживающим порицания, но не потому, что шииты любят Али, двоюродного брата пророка Мухаммада, а потому, что ненавидят законных преемников пророка.
Характерная черта творчества Джами — многожанровость. Он пользовался всеми традиционными поэтическими формами — месневи, касыда, газель, рубаи, кыта. Джами — автор трактатов о рифме и метрике, о музыке, о составлении шарад му'амма (искусства, широко распространённого в XV веке). Наставник и друг Алишера Навои, о чём свидетельствуют его стихи:

|او که یک ترک بود و من تاجیک،
هردو داشتیم خویشی نزدیک.
Хоть он был тюрком, а я таджик,
Мы были близки друг к другу.

Слава Джами достигла Османской империи. Однажды при дворе османского султана Мехмеда Фатиха происходила дискуссия улемов. Спорящие не могли договориться и решили обратиться к Джами за разрешением их сомнений. Джами тотчас написал целый трактат, излагающий связанные с ним теории.
В 1468 году к власти пришёл Султан-Хусейн Байкара, покровительствовавший Джами. Визирем султана был знаменитый поэт и меценат Алишер Навои. Расцвет творчества Джами, относящийся к периоду после 1474 года, открывается религиозно-философскими касыдами «Море тайн» (1475) и «Сияние духа», в которых Джами осуждает рационализм Ибн Сины, и сборником биографий суфийских святых «Дуновения дружбы из обители святости» (1476—1478). В 1480—1487 годах Джами завершает цикл поэм (дастанов) «Семь корон» («Созвездие Большой Медведицы»), состоящий из следующих произведений:
- Саламан и Абсаль (1479—1480)
- Юсуф и Зулейха (1483)
- Лейли и Маджнун (1484)
- Дар благородным (1481—1482)
- Чётки праведников (1482—1483)
- Золотая цепь (1485—1486)
- Книга мудрости Искандара (1486—1487)

Джами написал около восьмидесяти семи книг и писем, некоторые из которых были переведены на русский язык. Его произведения варьируются от прозы до поэзии, от мирских до религиозных. Он также написал труды по истории и науке. Кроме того, он часто комментирует работы предыдущих и нынешних теологов, философов и суфиев.
Поэмы «Юсуф и Зулейха», «Саламан и Абсаль», «Лейли и Маджнун» являются образно-аллегорическими и гуманистическими произведениями персоязычной литературы. В прозаическом сочинении «Бахаристан» (1487) содержатся образцы народной мудрости и морали, неприятие социальной иерархии.
Джами читал тюркскую «Хамса» Алишера Навои, то есть он понимал тюркский (староузбекский) язык.

## Смерть и память
Джами скончался в Герате в 1492 году. В день его смерти весь город был в трауре. Организатором поминовения был Алишер Навои. Похороны состоялись при участии самого султана, его приближенных и всех вельмож. Тело несли на кладбище тимуридские принцы. Как султан, так и Навои устроили в гератской мусалла пышные поминки для народа. Через год Навои устроил для широких масс гератского населения грандиозные поминки (йил оши).
По повелению султана, поэту были устроены блестящие похороны. Могила Джами является одной из достопримечательностей Герата.
В 1510 г. Герат был завоеван Сефевидским шахом Исмаилом I. Фанатичное шиитское духовенство, которое считало его злейшим врагом, решило расправиться с ним посмертно. Было приказано вскрыть могилу поэта и выбросить оттуда его останки. Сын Джами Зия-ад-Дин Юсуф предвидел это и заблаговременно перенес тело отца в другое место. Однако мазар был тогда совершенно разрушен, надписи разбиты.

## Трактат о музыке
Труд о музыке Джами обобщает достижения предшественников — аль-Фараби, Ибн Сины, Сафи-ад-Дина Урмави, Абд аль-Кадира Мараги. Первая часть («книга») труда посвящена учению о композиции, вторая — учению о ритме. Джами рассматривает интервалы и интервальные системы (тетрахорды, пентахорды и бо́льшие по объёму звукоряды вплоть до 17-ступенного октавного звукоряда уда), обсуждает ладовую систему макама. В учении о ритме Джами выделяет наименьшую единицу (аналогичную греческому «хронос протос») под названием «накр», вводит понятие «ритмического круга» (аналогичное европейскому ритмическому остинато). В учении о музыкальной композиции Джами уделяет особое внимание корреляции (поэтического) текста и музыки.

## Память в XX веке
- В 1964 году по инициативе академика АН Узбекской ССР И. М. Муминова в Самарканде было широко отмечено 550-летие А.Джами и на стене медресе Мирзо Улугбека была установлена мемориальная плита с его именем, так как он учился в этом медресе.
- В 1970 году в Самарканде был установлен памятник А. Джами и А. Навои.
- В 2018 году памятник в Самарканде был установлен на новом месте.
- Улицы Самарканда, Душанбе и Ташкента названы в честь А. Джами.
- В 2012 году посёлок Куйбышевск был переименован в Абдурахмани Джами; соответственно и Куйбышевский район стал носить название район Абдурахмана Джами.

## Переводы сочинений Джами на русский язык
- Джами. Бэхарестан (Весенний сад) / Пер., вст. ст. и прим. К. И. Чайкина. — М.; Л.: Academia, 1935.
- Джами. Лирика. О слове и поэтах / Перевод с фарси В. Звягинцевой, Н. Воронель, Наума Гребнева, Т. Стрешневой, Л. Пеньковского, С. Липкина, С. Северцева, В. Державина, Ю. Нейман, А. Адалис. Душанбе: Ирфон, 1964.
- Джами. Лирика / Перевод с фарси А. Братского, Н. Воронель, Наума Гребнева, В. Державина, В. Звягинцевой, С. Липкина, Р. Морана, Ю. Нейман, Л. Пеньковского, С. Северцева и Т. Стрешневой. Москва: Художественная литература, 1971.
- Джами. Избранные произведения: (Лирика, «Семёрица», «Весенний сад»)/ Перевод с фарси В. Звягинцевой, Наума Гребнева, Т. Стрешневой, Л. Пеньковского, С. Липкина, В. Державина, Ю. Нейман, А. Адалис. Ленинград: Советский писатель, 1978.
- Истины: Изречения персидского и таджикского народов, их поэтов и мудрецов. Перевод с фарси Наума Гребнева. 256 с. Санкт-Петербург, «Азбука-Классика», 2005. ISBN 5-352-01412-6
- Трактат о музыке. Под редакцией В. М. Беляева. Ташкент, 1960.

### Книги

#### на русском языке
- Фраёнова Е. М. Джами // Большая российская энциклопедия. Т.8. М., 2007, с.632.
- Бертельс Е. Э. Джами. Эпоха, жизнь, творчество. — Сталинабад, 1949.
- Бертельс Е. Э. Навои и Джами. — М., 1965.
- Урунбаев А. Рукописи произведении Адуррахмана Джами в собрании Института востоковедения АН Узб. ССР. — Ташкент, 1965.
- Основные произведения иностранной художественной литературы. Азия. Африка. Литературно-библиографический справочник. — М.—СПб.: Терра. Азбука, 1997. — 608 с.

Творчество Джами в сети
- [publ.lib.ru/ARCHIVES/D/DJAMI_Abdurrahman/_Djami_A..html Джами. Стихи]
- Джами. Притчи и афоризмы (на сайте «Притчи и сказки Востока и Запада»)

О поэте
- Джами в «Литературной энциклопедии»
- Брагинский И. С. Литература XV в.: <Персидско-таджикская литература>. Джами // История всемирной литературы: В 9 томах / АН СССР; Ин-т мировой лит. им. А. М. Горького. — М.: Наука, 1983 — Т. 3. — 1985. — С. 565—566
- Jāmi (англ.). Encyclopædia Iranica. Дата обращения: 3 апреля 2011. Архивировано 25 февраля 2012 года.

При написании этой статьи использовался материал из издания «Казахстан. Национальная энциклопедия» (1998—2007), предоставленного редакцией «Қазақ энциклопедиясы» по лицензии Creative Commons BY-SA 3.0 Unported.